# U.S. Custom House (Charleston)

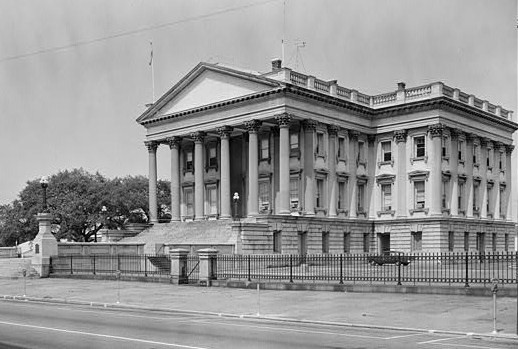
U.S. Custom House (1958)

Das U.S. Custom House oder U.S. Customhouse ist ein früheres Zollhaus in Charleston, South Carolina. Der Bau begann 1853, wurde 1859 wegen steigender Kosten vor dem Hintergrund der drohenden Sezession des Bundesstaates von der Union unterbrochen. Nach dem Bürgerkrieg wurde der Bau 1870 wieder aufgenommen und 1879 vollendet. Das Gebäude wurde am 9. Oktober 1974 in das National Register of Historic Places aufgenommen und ist Contributing Property zum Charleston Historic District.

## Architektenwettbewerb

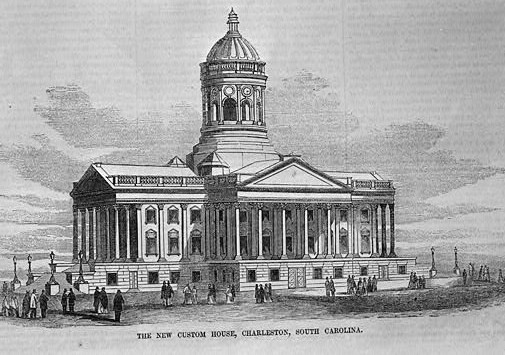
Originalentwurf des Gebäudes

In der angespannten Situation vor dem Bürgerkrieg war die Bundesregierung der Vereinigten Staaten der Meinung, dass ein neues Custom House in Charleston zur Ersetzung des Vorgängerbauwerks ein positives Signal nach South Carolina senden würde. Ein Architektenwettbewerb wurde ausgelobt, wobei der Siegerentwurf mit 300 US-Dollar dotiert war. An diesem Wettbewerb nahmen zehn Bewerber teil, darunter die Architekten Edward Brickell White, Edward C. Jones und Peter H. Hammarskold aus Charleston sowie John S. Norris aus Savannah, Georgia. Der anerkannte New Yorker Architekt James Renwick reichte seinen Vorschlag zu spät ein und wurde zurückgewiesen. Die Kommission wählte den Entwurf von Jones aus und übergab die Pläne dem Secretary of the Treasury in Washington, D.C.
In der Entscheidungsphase des Ministeriums wurde Einfluss ausgeübt. So sandte Robert Mills eigene Pläne an das Ministerium. Schließlich wurde Ammi Burnham Young ausgewählt, um einen neuen Entwurf zu erstellen, der Designmerkmale von vier teilnehmenden Vorschlägen vereinte. White wurde zum ausführenden Architekten bestimmt. Jones, Hammarskold, Norris und White erhielten jeweils ein Preisgeld von 200 US-Dollar für ihre Beiträge.
Der abschließende Plan umfasste ein zweistöckiges, kreuzförmiges Bauwerk mit einem höher gelegten Untergeschoss. Es dehnte sich in Ost-West-Richtung über 259 Fuß (79 Meter) und 152 Fuß (46 Meter) in Nord-Süd-Richtung aus. West- und Ostflügel beinhalteten Portika, die von Säulen korinthischer Ordnung gestützt waren. Nord- und Südflügel wurden durch Portika gebildet. In die Außenmauern waren zwischen den Fenstern Säulen eingelassen. Eine Kuppel wurde ebenfalls von Säulen getragen. Das Gebäude sollte eine Gesamthöhe von 160 Fuß (49 Meter) haben. Mit Ausnahme des Wechsels von der dorischen zur korinthischen Ordnung bei den Säulen und der Kuppel, entsprach das Bauwerk dem Boston Customhouse, welches Young zuvor entworfen hatte.

## Bauphase vor dem Sezessionskrieg
Das Grundstück wurde bei Fitzsimons’ Wharf an der Kreuzung von East Bay und Market Street angekauft und 1853 begann unter Whites Leitung der Bau. Weil der Bauplatz Marschland war, wurden 7000 Pfeiler mit einer Länge von zwölf Metern in den Boden getrieben. Darüber wurde ein Gitternetz von Bauholz verlegt und eine dicke Schicht von Beton gegossen. Auf diesem Fundament wurde 1855 der Granitsockel des Gebäudes fertiggestellt. Nach der Errichtung der Marmorfassaden begann 1858 der Bau der Säulen.
Im Kongress der Vereinigten Staaten gab es 1859 wachsende Beunruhigung über eine mögliche Sezession South Carolinas und die gestiegenen Kosten. Der Abgeordnete John Letcher aus Virginia verlangte die Einstellung des Baus. William Porcher Miles verteidigte die Fortsetzung des Baus mit wenig Begeisterung, und so wurden 1859 keine Mittel für den Weiterbau bewilligt. White schlug vor, die kostenintensive Kuppel wegzulassen und durch Oberlichter zu ersetzen. Da die Möglichkeit eines Krieges mit den Südstaaten bestand, gab der Kongress nur Mittel in dem Umfang frei, wie sie zum Schutz des Bauwerks vor Wind und Regen erforderlich waren.

## Bauphase nach dem Sezessionskrieg
Während des Sezessionskrieges wurde das Gebäude durch Kanonenbeschuss beschädigt. Der Bau wurde 1870 fortgesetzt. Ursprünglich wurde der Marmor in Hastings, New York gebrochen. Weil dieser Steinbruch jedoch aufgegeben wurde, schaffte man neues Baumaterial aus Tuckahoe, New Jersey herbei. Alfred B. Mullett überarbeitete die Baupläne. Die Kuppel von Youngs Originalentwurf wurde durch Oberlichter ersetzt, die über einem zweistöckigen Innenhof liegen. Korinthische Säulen umlaufen die Galerie im zweiten Stock, die durch Pilaster verziert ist. Die Portika an Nord- und Südseite wurden vermutlich in diesem Baustadium in Büroräume umgewandelt.
Die Fenster sind rechteckig und mit Gesimsen ausgestattet, ebenso wie die Eingangstüren. Das Gebäude wird an der Oberkante durch Architrave und einen Fries mit gezähntem Hauptgebälk abgeschlossen. Das Gebäude hat ein flaches Dach mit einer offenen Balustrade. Der Bau wurde 1879 vollendet. Die gesamten Baukosten beliefen sich auf 2.806.000 US-Dollar.

## Spätere Geschichte
Möglicherweise wurden die Räumlichkeiten unter den ehemaligen Portika geschaffen, als es nach dem Charleston-Erdbeben von 1886 einen Mangel an Büroräumen gab. Eine Zentralheizung ersetzte 1906 die Holz- und Kohleöfen, 1910 wurde eine elektrische Beleuchtung installiert.
Bis in die 1960er Jahre wurde das Custom House durch verschiedene Regierungseinrichtungen genutzt. Als es vom Abriss bedroht war, setzten sich örtliche Denkmalschützer mit Unterstützung des Kongressabgeordneten Mendel Rivers für den Erhalt des Bauwerks ein. Die Inschrift UNITED STATES CUSTOM HOUSE wurde 1964 in den Fries über dem westlichen Portikus eingraviert. Vier Jahre später, 1968, wurden etwa 212.000 US-Dollar in die Restaurierung des Bauwerks investiert.